# Święta Rodzina Franciszka I
Święta Rodzina Franciszka I – obraz olejny autorstwa Rafaela namalowany w 1518 roku. Znajduje się w zbiorach Luwru w Paryżu.
Na obrazie oprócz Świętej Rodziny przedstawiono św. Jana, św. Elżbietę i dwa anioły w tle. Dzieciątko opuszcza kołyskę i wyciąga rączki w stronę matki. Dzieło, które wyróżnia się silnym światłocieniem, kompozycją oraz zgaszoną gamą barwną, powstało przy współudziale uczniów Rafaela (Giulia Romana, Gianfrancesca Penniego, Raffaellina del Colle i Giovanniego da Udine). Rafaelowi przypisuje się namalowanie jaśniejszych partii obrazu.
Obraz został namalowany pod koniec życia Rafaela i przeznaczony był dla króla Francji Franciszka I. We Francji znalazł się za pośrednictwem księcia Urbino Lorenza Medici, będącego wówczas ambasadorem Watykanu w Paryżu, który ofiarował go francuskiemu władcy by pozyskać jego przychylność (inny obraz ofiarowany francuskiemu królowi, tym razem przez papieża Leona X to Święty Michał pokonuje szatana).